# Contea di Gamba
La contea di Gamba (岗巴县S, Gǎngbā XiànP) o contea di Kamba è una contea della Cina, situata nella Regione Autonoma del Tibet e amministrata dalla prefettura di Shigatse.